# Chrysolina cerealis
Chrysolina cerealis é uma espécie de artrópode pertencente à família Chrysomelidae.